# Ghiacciaio del Miage

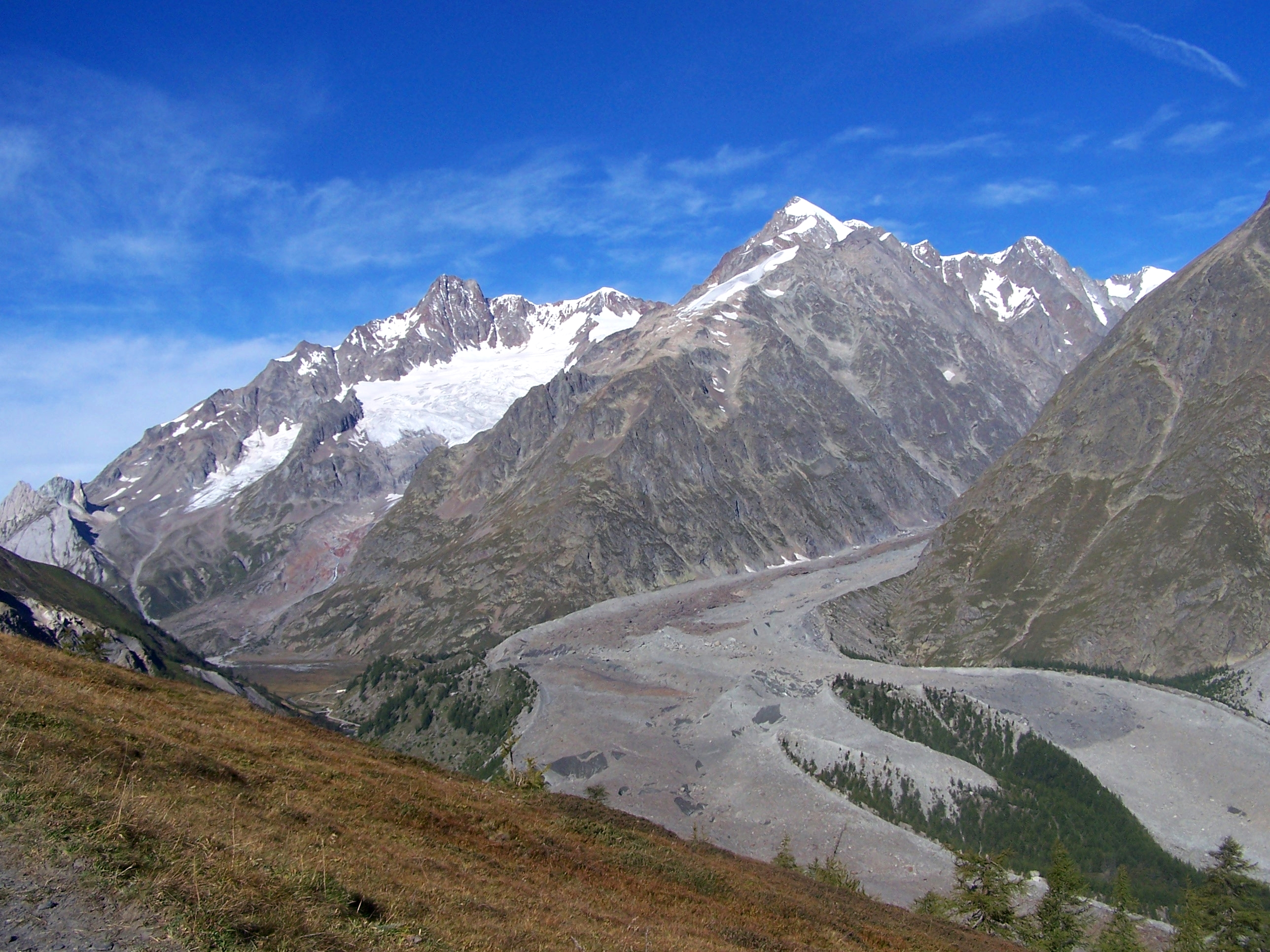
Zunge des Gletschers mit dem Giardino del Miage (frz. Jardin du Miage), also dem Wald zwischen den Zungenteilen

Der Ghiacciaio del Miage (amtlich franz. Glacier du Miage oder deutsch Miagegletscher) ist ein Talgletscher im Mont-Blanc-Massiv. Er liegt bei Courmayeur in der italienischen autonomen Region Aostatal südlich des Montblanc, nahe der französischen Grenze. Mit über zehn Kilometer ist er der längste Gletscher Italiens. Er bedeckt eine Fläche von etwa 1100 Hektar und ist damit der drittgrößte Gletscher Italiens.
Seinen Ursprung nimmt der Gletscher in der Südflanke der Aiguille de Bionnassay, wo er noch Ghiacciaio di Bionnassay (frz. Glacier de Bionnassay) heißt. Er verläuft vom Col de Bionnassay (3892 m) westlich der Aiguilles Grises und östlich des Südgrates der Aiguille de Bionnassay etwa zwei Kilometer nach Süden. Der Gletscher ist in diesem Bereich relativ steil, auf etwa zwei Kilometer überwindet er eine Höhendifferenz von über 1000 Metern.
Unterhalb des Col de Miage macht der Gletscher auf rund 2800 m einen Knick um etwa 45° nach Südosten. Ab hier heißt er Miagegletscher. Er fließt nun deutlich flacher und relativ gerade rund sieben Kilometer Richtung Südosten, mit einer durchschnittlichen Breite von 500 Metern. 
Im oberen Bereich wird er von Norden von zwei weiteren Gletschern gespeist. Auf rund 2500 m fließt der vom Dôme du Goûter herabziehende Ghiacciaio del Dôme (frz. Glacier du Dôme) in den Miagegletscher, auf rund 2400 m wird er vom Ghiacciaio del Monte Bianco (frz. Glacier du Mont Blanc) erreicht, welcher aus den Südwesthängen des Mont Blanc gespeist wird.
Unterhalb von 2400 m fließt der Ghiacciaio del Miage in einem von Felswänden eingeengten Tal, westlich begrenzt von der Ostwand des Petit Mont Blanc, östlich durch die steile Westwand des Mont Brouillard.
Bei einer Höhe von etwa 2000 m verlässt er den engen Felseinschnitt und macht einen Knick nach Osten. Hier befindet sich südlich direkt am Gletscher der kleine Lac du Miage.
Nach Osten fließt der Gletscher nun noch rund zwei Kilometer in das Val Veny, ein Nebental des Aostatals, wo er sich in zwei Gletscherzungen aufspaltet. Der Gletscher reicht heute bis rund 1700 m. Das Schmelzwasser speist den Fluss Dora Baltea, der bei Crescentino in den Po mündet.
Der Ghiacciaio del Miage ist fast vollständig mit Schutt bedeckt, welcher Lebensraum für über 80 Gefäßpflanzen bietet. Der untere Teil des Gletschers wird daher auch Giardino del Miage (frz. Jardin du Miage, deutsch etwa: Miagegarten) genannt.
Der Gletscher ist in den letzten 150 Jahren kaum geschrumpft. 
Über den Ghiacciaio del Miage führt heute der Hüttenzustieg zu dem auf 3071 m liegenden Rifugio Francesco Gonella (gelegentlich auch Refuge du Dôme), welches als Stützpunkt für den italienischen Normalweg auf den Mont Blanc dient. Weiterhin führen die Zustiege zum Refuge Durier (3349 m) und zur unbewarteten Biwakschachtel Refuge-Bivouac Quintino Sella (3396 m) über den Gletscher.